# 파투마 로바
파투마 로바(암하라어: ፋጡማ ሮባ, 1973년 12월 18일 ~ )는 에티오피아의 장거리달리기 선수로 1996년 애틀랜타 올림픽에서 여성 마라톤 경주의 금메달을 획득하는 데 첫 아프리카 여성 선수가 되었다. 그녀는 1999년 세계 육상 선수권 대회에서 4위를 하였다.
1997년부터 1999년까지 보스턴 마라톤을 우승한 로바는 가까운 완료에서 3위를 하여 4연속 타이틀을 좁게 놓쳤다.
그녀는 1996년 로마 마라톤, 2001년 포르투갈 하프 마라톤과 2004년 나가노 올림픽 기념 마라톤을 우승하였다.
1993년 아프리카 육상 선수권에서 10,000m 동메달을 땄다.